# Nicolae Iorga
Nicolae Iorga (Nicolas Jorga, 17. leden 1871, Botoșani - 27. listopad 1940, Strejnicu, Prahova) byl historik, univerzitní profesor, literární kritik, memoárista, dramatik, básník a rumunský politik.

## Život

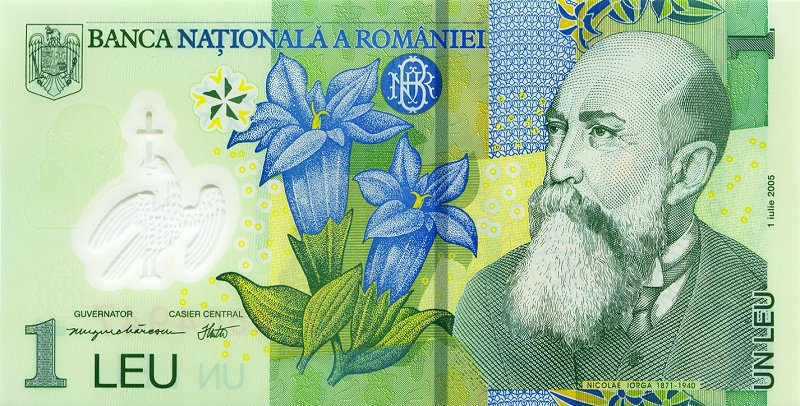
Nicolae na bankovce 1 Leu

Stoupenec národní tradicionalistické doktríny zv. semănătorismus (rozsévačství), organizátor vědeckého života v Rumunsku a propagátor rumunské kultury; v roce 1910 založil Národní demokratickou stranu. V letech 1931 – 32 předseda vlády, 1938 ministr; zavražděn fašistickou Železnou gardou. Autor historického díla týkajícího se dějin rumunské i světové literatury (více než 1 000 monografií a 12 000 článků a studií), a základního literárněhistorického díla, mnohosvazkových dějin národní literatury od starého písemnictví po současnost Istoria literaturii române (Dějiny rumunské literatury). Je zobrazen např. na rumunské bankovce 1 leu.
V roce 1915 nalezl nejstarší albánsky psaný rukopis od kardinála Pala Engjëlliho.